# Spectral (film)
Spectral è un film statunitense del 2016 diretto da Nic Mathieu. L'opera è stata distribuita nel mondo da Netflix il 9 dicembre 2016.

## Trama
Il dottor Mark Clyne, ricercatore della DARPA, viene inviato in Moldavia, dove è stata schierata una parte dall'esercito statunitense per far fronte alla guerra civile che sta imperversando nel paese, per essere consultato su quanto registrato da una delle sue creazioni (degli occhiali detti "iperspettrali", in dotazione all'esercito, che permettono una particolare visione delle onde luminose). Dopo essere arrivato alla base militare statunitense, situata nella periferia di Chișinău, incontra il generale Orland e l'ufficiale della CIA Fran Madison i quali gli mostrano alcuni filmati ripresi dagli occhiali di sua invenzione in cui appaiono delle misteriose figure luminescenti che riescono a uccidere istantaneamente al tatto gli esseri viventi provocando loro bruciature esterne e congelamento interno. Sapendo che non si tratta di semplici interferenze visive, Orland desidera conoscere le loro opinioni prima di trasmettere i risultati e le riprese ai suoi superiori. Se Mark non riesce a pronunciarsi su cosa di preciso possano essere quelle entità, Madison ritiene che siano membri dell'insurrezione dotati di un avanzato sistema di mimetismo. Alla luce di quanto ipotizzato da Madison Orland richiede che, durante una missione di recupero per trovare la squadra Utah scomparsa il giorno prima, vengano recuperati dei campioni.
Per avere una visione più chiara delle anomalie e identificarle, sia Madison che Clyne accompagnano una squadra di operatori della Delta Force alla sopracitata missione e per avere un'immagine migliore delle apparizioni Clyne monta una versione più grande e più potente della telecamera iperspettrale sopra uno dei veicoli blindati messi a loro disposizione (anch'essi di sua invenzione). Dopo l'arrivo sul posto i soldati scoprono che quasi tutti i membri della squadra Utah sono morti insieme agli insorti (non a causa di armi da fuoco) tranne un unico sopravvissuto che si era rintanato sotto una vasca da bagno in ceramica. Improvvisamente, proprio in quel momento, vengono aggrediti da una di quelle anomale apparizioni che, essendo intangibile dal fuoco delle armi leggere e dagli esplosivi, infligge facilmente pesanti perdite al gruppo prima che esso riesca a ritirarsi. Durante la ritirata i veicoli colpiscono delle mine che ne causano il ribaltamento, costringendo il gruppo a nascondersi in una fabbrica abbandonata dove trovano due bambini barricati all'interno. Le apparizioni tentano di seguirli ma vengono bloccate da una barriera di trucioli di ferro che circonda l'edificio. I bambini rivelano che fu il padre a spargere i trucioli per proteggerli prima che fosse ucciso. I sopravvissuti entrano in contatto con la base aerea e organizzano il piano di evacuazione. Nel frattempo Clyne modifica la telecamera precedentemente montata sul veicolo per farla diventare un grande proiettore, al fine di consentire al gruppo di vedere le apparizioni senza la necessità degli occhiali iperspettrali, e, dopo quanto visto, dispone la creazione di granate a frammentazione composte dai trucioli di ferro presenti nell'impianto di lavorazione. Dopo che si sono ultimati i preparativi, le apparizioni (rinominate "spettrali") riescono a entrare nell'edificio sfruttando i cavi elettrici dell'alta tensione, portando il gruppo a dover lasciare la fabbrica prima del previsto.
Dopo l'uscita dall'edificio, le apparizioni inseguono il gruppo, che usa le nuove granate per rallentarle. Arrivati in una piazza abbandonata, quando sembra tutto perduto, sopraggiungono i carri armati dell'evacuazione, che però vengono facilmente distrutti dagli spettrali. Nonostante questa perdita la Delta Force riesce, grazie a degli elicotteri, a portare il gruppo in salvo verso un luogo sicuro. Sebbene l'intenzione iniziale della squadra fosse quella di tornare alla propria base aerea, Orland li informa che essa è stata attaccata da quegli esseri, e che si ripiegherà su un bunker civile controllato dai militari moldavi alleati. Una volta arrivati e dopo aver fatto il punto della situazione, Clyne riflette su ciò cui ha assistito e ne deduce che gli spettrali, essendo limitati dal ferro e dalla ceramica, sono probabilmente delle entità artificiali che corrispondono al condensato di Bose-Einstein. Lavorando durante la notte con quanto rimasto della Delta Force, Clyne riesce a costruire diverse armi improvvisate a impulsi in grado di abbattere la condensa. La mattina seguente quanto rimasto dell'esercito si dirige verso la centrale elettrica di Masarov poiché Clyne ritiene che sia l'unica struttura della zona in grado di generare l'energia necessaria per creare il condensato.
Mentre la maggior parte dei soldati esegue un'azione offensiva per tenere occupati i condensati all'esterno dell'edificio, sul tetto della centrale Clyne, Madison e altri soldati scendono in un laboratorio ormai devastato. Ne deducono che gli scienziati, impegnati nella ricerca sulle armi per l'ex regime, stavano scansionando svariati esseri umani a livello molecolare per usarne i dati con una stampante 3D avanzata, allo scopo di replicarli in forma condensata mentre i loro cervelli venivano estratti dai corpi originali per inserirli in delle macchine al fine di controllare i condensati a distanza. Clyne riesce, con difficoltà, ad attivare il sistema di sicurezza per inibire le apparizioni poco prima che giunga il peggio, per poi scollegare i sofferenti resti umani dalle macchine che li tenevano in vita, per dar loro la pace.
Con la scomparsa dei condensati, le forze armate statunitensi e moldave continuano il loro lavoro per prendere il controllo delle città in mano agli insorti. Un team di estrazione del Dipartimento della Difesa viene mandato all'impianto di creazione dei condensati con degli operatori della Delta Force per smontare le macchine, probabilmente al fine di poterle studiare e utilizzare per i propri scopi. Salutando Madison e il generale Orland, Clyne si imbarca su un aereo per essere riportato in Virginia.

## Produzione
La produzione dell'opera è iniziata il 7 agosto 2014 con un budget di circa 70 milioni di dollari statunitensi. Le riprese sono iniziate il 28 agosto 2014 in varie location situate a Budapest, Ungheria, e sono state ultimate nell'agosto 2015. Il Weta Workshop di Peter Jackson ha prodotto le armi futuristiche presenti nella pellicola e Weta Digital ha creato gli effetti visivi.

## Distribuzione
Universal Pictures, l'azienda detentrice dei diritti, anticipò il rilascio del film nelle sale cinematografiche verso l'agosto 2016 ma alla fine optò per la cessione dei diritti a Netflix che lo distribuì, in tutto il mondo, sulla sua piattaforma il 9 dicembre 2016.
Il 1º febbraio 2017 Netflix pubblicò un fumetto prequel del film intitolato Spectral: Ghosts of War, reso disponibile digitalmente attraverso il sito web ComiXology.

## Accoglienza
L'aggregatore di recensioni Rotten Tomatoes ha riferito che il 75% delle recensioni sull'opera è più che sufficiente con un voto medio di 5,7/10.
Tasha Robinson per The Verge spiega come sia «comprensibile che Netflix abbia colto al volo l'opportunità di afferrare ciò che doveva essere un thriller su grande schermo e su larga scala. Ma Spectral finisce per essere un film molto piccolo, come un qualcosa che era predestinato a un'esperienza di streaming senza impegno».